# Siegfried von Arneburg
Siegfried (lateinisch Sifridus burgravius de Arneborch; † zwischen 1190 und 1193) war Burggraf von Arneburg in der Altmark.

## Leben
Der Vater war wahrscheinlich Berengar II. von Quenstedt, der als Vogt (advocatus) des Halberstädter Doms zwischen 1128 und 1152 erwähnt wurde.
Von Siegfried ist die älteste Erwähnung um 1145/57 in einer undatierten Urkunde in Stendal erhalten. 1164 wurde er erstmals als castellanus de Arneborch bezeichnet. Dieser Titel bezog sich auf die ehemalige Reichsburg Arneburg und beinhaltete eigentlich die Verwaltung königlicher Rechte in dem Gebiet neben dem Markgrafen. Er wurde aber wahrscheinlich vom Markgrafen Albrecht verliehen (vgl. rechtliche Stellung der Burggrafen von Brandenburg).
Bis 1173 wurde Siegfried dann mehrmals als burgravius im Umfeld des nächsten Markgrafen Otto I. aufgeführt.
Nach dem Tod Ottos erschien Siegfried nur noch in Urkunden des Halberstädter Bischofs zwischen 1184 und 1190, seine Position und Rechte in Arneburg, falls er sie jemals real ausgeübt haben sollte, besaß er zu dieser Zeit offenbar nicht mehr.
Von seinem Sohn Conrad (Conradus) ist die älteste Erwähnung von 1186 erhalten, er bezeichnete sich 1194 und 1197 ebenfalls als Burggraf von Arneburg, wahrscheinlich jedoch nur noch als Titel ohne tatsächliche Befugnisse. Weitere Nachkommen oder Träger dieses Titels sind nicht bekannt.